# Abadia dos Dourados
Abadia dos Dourados é um município brasileiro do estado de Minas Gerais. Sua população recenseada em 2022 era de 6 272 habitantes. Está localizado na mesorregião do Triângulo Mineiro/Alto Paranaíba e na microrregião de Patrocínio. Pertence à região intermediária de Uberlândia e à região imediata de Monte Carmelo.

## História
O distrito de Abadia dos Dourados foi criado em 1882, subordinado ao município de Patrocínio. Em 1923 passou a pertencer a Coromandel e tornou-se município em janeiro de 1949.

## Religião
Religião no Município de Abadia dos Dourados segundo o censo de 2010.
| Religião       | %    |
| -------------- | ---- |
| Catolicismo    | 75,0 |
| Protestantismo | 17,1 |
| Outras         | 2,2  |
| Sem Religião   | 5,7  |

### Principais rios
- Rio Dourados
- Rio Preto[desambiguação necessária]
- Rio Paranaíba

## Abadienses notórios
- Ver Biografias de abadienses